# Platycerium bifurcatum
Platycerium bifurcatum conocido en su tierra nativa como cuerno de alce y en otras regiones como Cacho Venado. Crece de forma silvestre en el norte del Parque nacional Mimosa Rocks, en el sureste de Australia. Su hábito de crecimiento es epífito en las ramas de los árboles y como litófito sobre las piedras desnudas en biotopos próximos a las selvas.

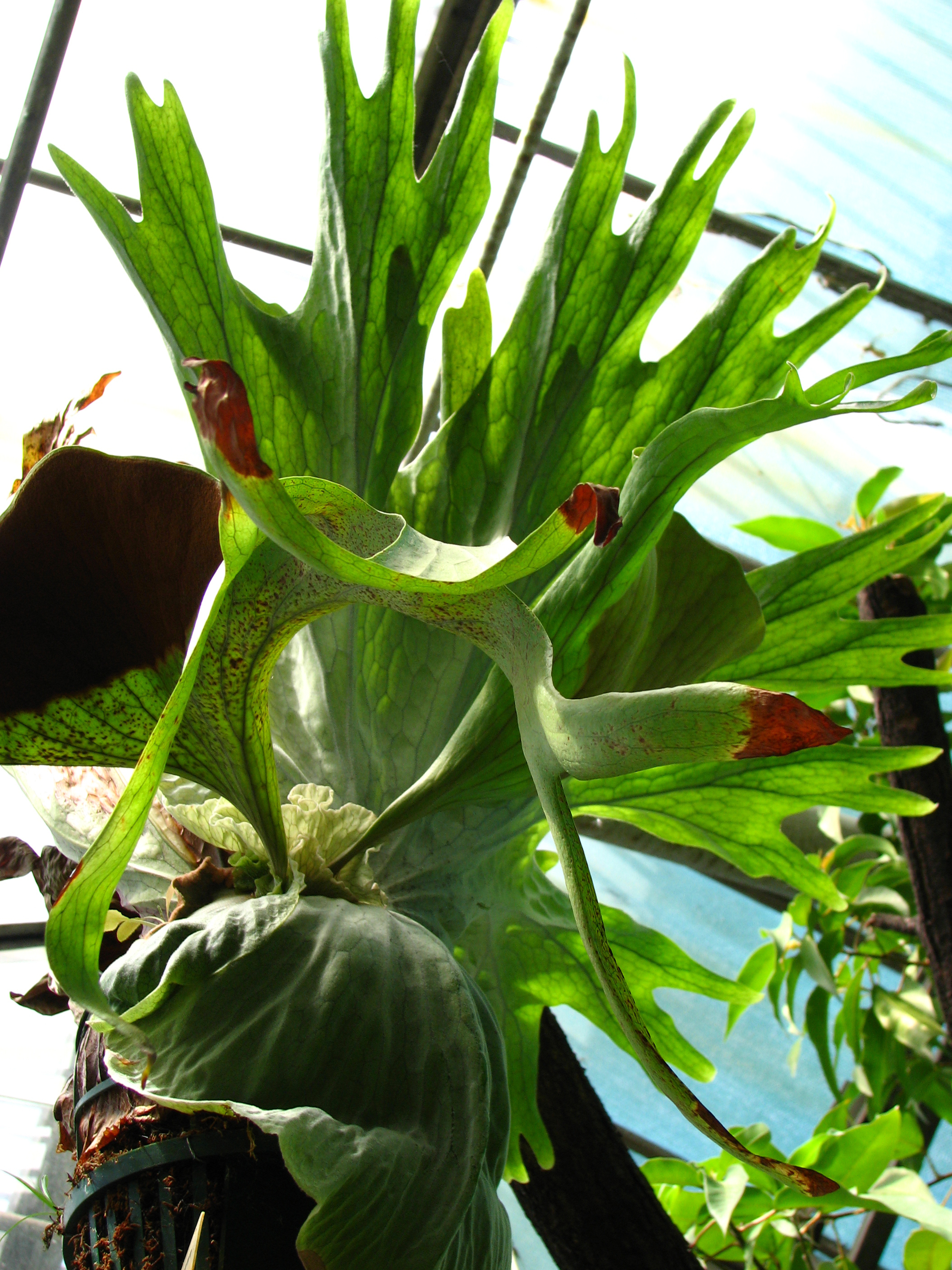
Detalle de la planta

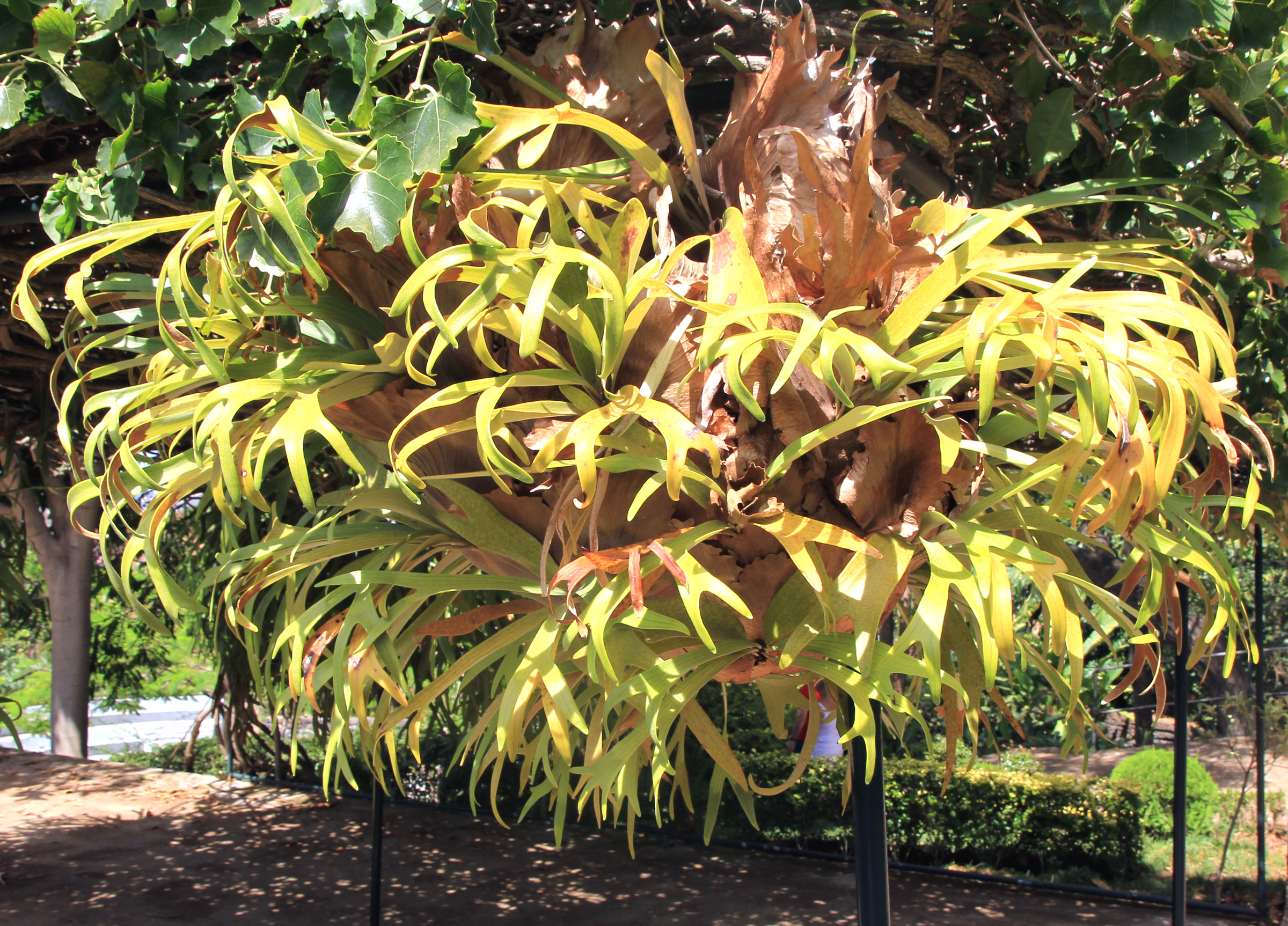
Ejemplar en el Jardín Botánico de Madeira

## Descripción
Helecho epífito en el que cada planta se compone de una masa de plantitas. Una plantita consiste en una hoja de 12 a 30 cm de ancho, creciendo contra la corteza del árbol del anfitrión. Los frondes de plantitas vecinas se solapan unos a otros. Las estériles, dirigidas hacia abajo y de forma redondeada, se sobreponen entre sí imbricándose. Se distinguen perfectamente de las fértiles, además de su morfología, también por el color que llegan a ser marrones y parecidas al papel viejo, y no producen las esporas 
Los frondes fértiles, de 25 a 90 cm son erectos y resaltan de largo de cada plantita, divididos en láminas divergentes cada fronda se divide en dos segmentos un número de veces a lo largo de su longitud, presentan un color verde grisáceo.
Las esporas se producen en la cara interior de los segmentos del final de cada fronda. La espora que produce forman áreas de color marrón fuertemente coloreado, y tiene la textura del paño de terciopelo.

## Cultivo
Se encuentra muy extendida cultivada como planta ornamental.
Sus preferencias de cultivo son de luz filtrada, ya que el platycerium es una planta epifita que crece sujeta a otros árboles. Temperaturas superiores a 15 °C. Aunque el Cuerno de alce tolera la sequedad de la calefacción gracias a la pelusilla que recubre sus hojas. No pulverizar las hojas velludas con agua.
Riego semanal en verano y quincenal en invierno, siendo el riego por inmersión. En el cubo de agua disuelve fertilizante y mete la maceta media hora. Deja escurrir y colgar. 
Si se cultiva sobre troncos o sobre cortezas de corcho, envolviendo las raíces con un poco de turba, conviene regarla diariamente si se mantiene en un macetero, lo adecuado es sumergir el recipiente en agua al menos una hora entre 5 a 6 días.

## Taxonomía
Platycerium bifurcatum fue descrita por (Cav.) C. Chr. y publicado en Index Filicum fasc. 8: 496. 1906.
Etimología
El nombre genérico «Platycerium» es de raíz griega y significa "cuernos aplastados"; hace alusión a la forma de los frondes (hojas) parecidas a la cornamenta de un alce.
Sinónimos
- Acrostichum bifurcatum Cav.	basónimo
- Alcicornium bifurcatum (Cav.) Underw.	[3]